# マリア・ラシツケネ
マリア・アレクサンドローヴナ・ラシツケネ（ロシア語: Мария Александровна Ласицкене、ラテン文字表記：Mariya Aleksandrovna Lasitskene、1993年1月14日 - ）は、ロシアの陸上競技選手。カバルダ・バルカル共和国プロフラードヌイ出身。走高跳を専門とする。2015年北京世界陸上から2019年ドーハ世界陸上まで3連覇を達成している。旧姓はクチナ（Kuchina、ロシア語: Кучина）

## 経歴
父はアマチュアのバスケットボール選手、母はバレーボール選手という運動神経のよい家庭に生まれる。国際大会での最初の栄冠は、1m85の自己新記録をマークして、イタリア人のアレッシア・トロストに次ぐ銀メダルを獲得した、イタリア・ブレッサノーネで開かれた2009年の世界ユース選手権である。同年のヨーロッパユースオリンピックフェスティバルとギムナシアードでも銀メダルに輝いている。
そして第1回ユースオリンピックであるシンガポールユースオリンピックにて1m86を跳び、アレッシア・トロストを抑えて金メダルを獲得した
2011年シーズンはエレーナ・スレサレンコとの優勝争いで幕を開け、室内の自己新記録となる1m90をマークしてスレサレンコを打ち破った。更にチェコ・チネツで開かれたモラヴィアハイジャンプツアーにて1m97の跳躍に成功し、デシスラヴァ・アレクサンドロワ（Desislava Aleksandrova）が1994年に樹立した世界ジュニア記録を更新した。
その後、自国開催となった2013年夏季ユニバーシアードで銀メダル、ポーランド・ソポトで開かれた2014年世界室内選手権で金メダルを獲得した。
2015年3月、プラハで開かれたヨーロッパ室内選手権では1m97を跳び優勝。　8月に北京で開催された世界陸上では、クロアチアのベテラン選手ブランカ・ブラシッチ、同じロシアのアンナ・チチェロワをわずかな試技数の差で上回り優勝した 。
2015年11月、ロシア陸上競技連盟が組織的なドーピングをしていた問題が明るみに出る。2016年1月、IAAFによって五輪を含む国際大会に出場停止となったロシアの陸上競技選手のリストが発表され、リストの中にはクチナの名前も入っていた。 クチナをはじめ、ロシアの陸上競技選手はスポーツ仲裁裁判所(CAS)に処分の取り消しを求めて提訴したが、2016年7月21日にスポーツ仲裁裁判所はロシア人選手の訴えをすべて退けた。　このためクチナはリオデジャネイロオリンピックに出場することができなかった。

## 中立選手として
2017年8月、中立選手として出場した世界陸上競技選手権では2m03を跳び連覇を果たした。
2018年8月、中立選手として出場したヨーロッパ選手権ではブルガリアのミレラ・デミレワを試技数の差ひとつで退け、2m00を跳躍して初の優勝を成し遂げた。

## 主な成績
| 年         | 大会                               | 開催地                  | 結果       | 記録       |            |
| ロシア代表 | ロシア代表                         | ロシア代表              | ロシア代表 | ロシア代表 | ロシア代表 |
| ---------- | ---------------------------------- | ----------------------- | ---------- | ---------- | ---------- |
| 2009       | 世界ユース選手権                   | イタリア ブレッサノーネ | 2位        | 1m85       |            |
| 2010       | ユースオリンピック                 | シンガポール            | 1位        | 1m89       |            |
| 2011       | ヨーロッパ室内選手権               | フランス パリ           | 9位        | 1m92       |            |
| 2011       | ヨーロッパジュニア選手権           | エストニア タリン       | 1位        | 1m95       |            |
| 2012       | 世界ジュニア選手権                 | スペイン バルセロナ     | 3位        | 1m88       |            |
| 2013       | ユニバーシアード                   | ロシア カザン           | 2位        | 1m96       |            |
| 2014       | 世界室内選手権                     | ポーランド ソポト       | 1位        | 2m00       |            |
| 2014       | ヨーロッパ選手権                   | スイス チューリッヒ     | 2位        | 1m99       |            |
| 2015       | ヨーロッパ室内選手権               | チェコ プラハ           | 1位        | 1m97       |            |
| 2015       | 2015年ヨーロッパ国別対抗選手権大会 | ロシア チェボクサル     | 1位        | 1m99       |            |
| 2015       | 世界陸上競技選手権                 | 中国 北京               | 1位        | 2m01       |            |
| 中立資格   |                                    |                         |            |            |            |
| 2017       | 世界陸上競技選手権                 | イギリス ロンドン       | 1位        | 2m03       |            |
| 2018       | 世界室内選手権                     | イギリス バーミンガム   | 1位        | 2m01       |            |
| 2018       | ヨーロッパ選手権                   | ドイツ ベルリン         | 1位        | 2m00       |            |
| 2018       | IAAFコンチネンタルカップ           | チェコ オストラヴァ     | 1位        | 2m00       |            |
| 2019       | 世界陸上競技選手権                 | カタール ドーハ         | 1位        | 2m04       |            |
| 2021       | オリンピック                       | 日本 東京               | 1位        | 2m04       |            |

## 自己記録
| 種目           | 記録 (m) | 開催地                  | 日            |
| -------------- | -------- | ----------------------- | ------------- |
| 走高跳（屋外） | 2m06     | スイス ローザンヌ       | 2017年7月6日  |
| 走高跳（室内） | 2m04     | ロシア ヴォルゴグラード | 2018年1月27日 |

## 私生活
2017年3月17日、リトアニア系ロシア人スポーツジャーナリストのヴラダス・ラシツカス(Владас Ласицкас)と結婚し、登録姓をクチナからラシツケネに変更した。